# Cake
Cake (ofte skrevet med kapitæler: CAKE) er et amerikansk band fra Sacramento, Californien, der blev dannet i 1991. Op gennem 1990'erne og 2000'erne har bandet udgivet fem CD'er og haft mange hits herfra.
Cake klassificeres ofte som alternativ rock eller indie rock, men musikken kombinerer mange musikalske genrer, såsom funk, pop, jazz, rap og country. Cakes tekster indeholder mange ordspil og synkopationer sunget/rappet af bandets forsanger John McGrea, og melodien er præget af guitarriffs og trompetsoloer. Deres musikstil regnes som unik[kilde mangler], men sammenlignes med bands som They might be giants, Talking Heads og Camper Van Beethoven.
Deres største hits inkluderer The Distance, Never There, Sheep Go to Heaven, Rock 'n' Roll Lifestyle, No Phone og Short Skirt/Long Jacket, samt en genindspilning af Gloria Gaynors I Will Survive.
Cakes 5. album, Pressure Chief, udkom 5. oktober 2004. 

## Bandmedlemmer
- John McGrea – sang, akustisk guitar, orgel og æselkæbe
- Vince DiFiore – trompet, keyboard, percussion
- Xan McCurdy – elektrisk guitar (efter Prolonging the Magic)
  - (Greg Brown – før Prologing the Magic)
- Gabe Nelson – bassguitar (forlod bandet efter Motorcade of Generosity, men kom tilbage før Prolonging the Magic)
  - (tidligere Victor Damiani, der stoppede før Prolonging the Magic, oprindeligt Sean McFessel, der stoppede før Motorcade of Generosity)
- Paulo Baldi – trommer og percussion (har kun spillet på turneer).
  - (Pete McNeal forlod bandet under indspilningen af Pressure Chief, Todd Roper forlod bandet efter Comfort Eagle, Frank French forlod bandet efter Motercade of Generosity).

## Diskografi
| År   | Titel                   | Label     |
| 1994 | Motorcade of Generosity | Capricorn |
| 1996 | Fashion Nugget          | Capricorn |
| 1998 | Prolonging the Magic    | Capricorn |
| 2001 | Comfort Eagle           | Columbia  |
| 2004 | Pressure Chief          | Columbia  |